# Atmosfera

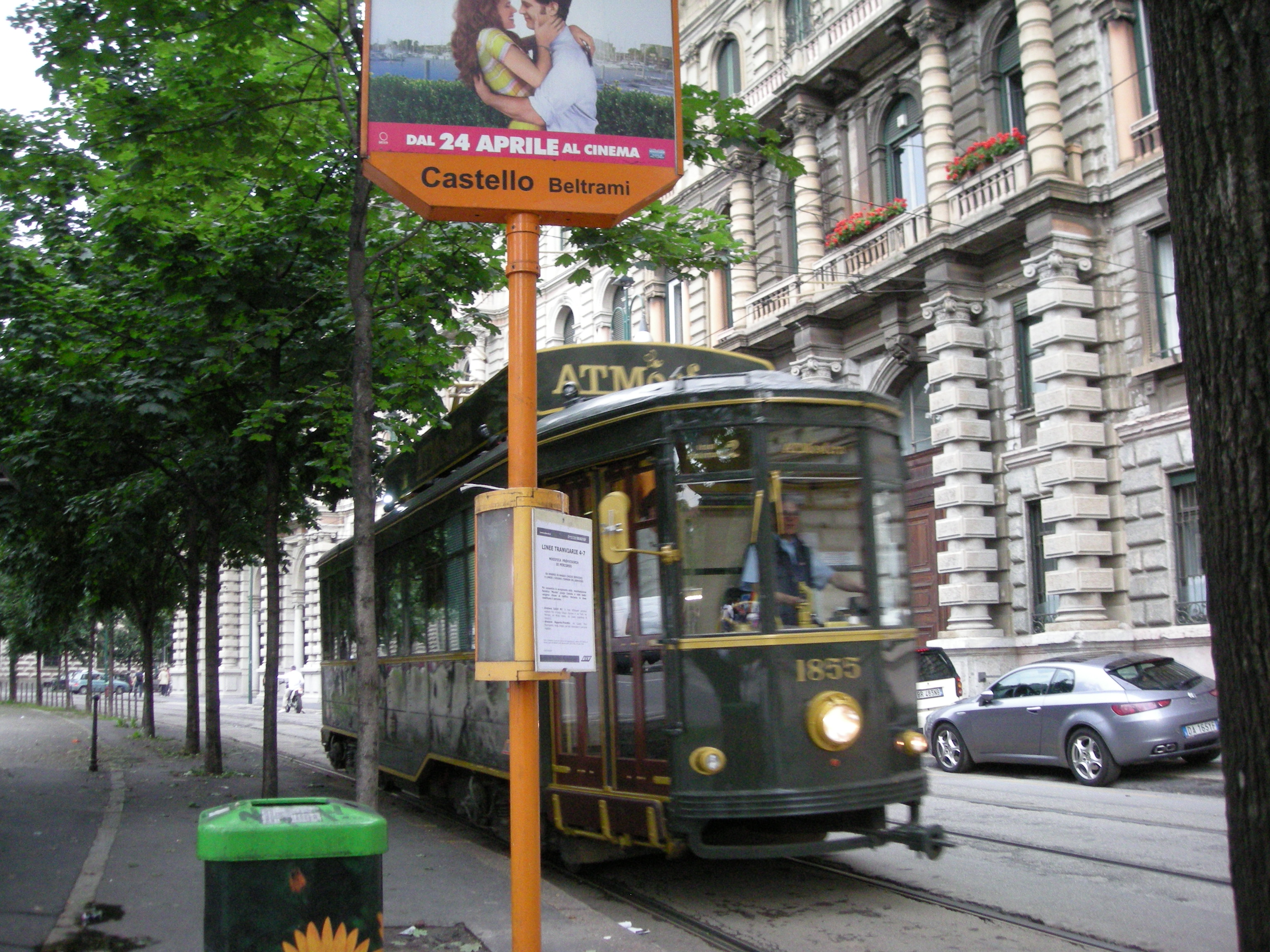
Das Tramrestaurant im Jahr 2007

ATMosfera ist ein seit Oktober 2006 bestehendes Mailänder fahrendes Restaurant, das in zwei Straßenbahn-Triebwagen der Baureihe 1500 des Verkehrsunternehmens ATM Milano eingerichtet wurde, ATMosfera 1 und ATMosfera 2 genannt. Auf der Speisekarte stehen regulär drei Menüs: Fleisch, Fisch oder vegetarisch. UNICO Banqueting ist für das Catering zuständig. Das Essen, das sowohl international als auch mailändisch sein kann, wird an Bord zubereitet. In den restaurierten Wagen aus dem Jahr 1928 befinden sich auch eine Toilette und eine Garderobe.
Die Rundfahrt dauert etwa zweieinhalb Stunden und wird einmal zur Mittagszeit und einmal zur Zeit des Abendessens angeboten. Sie beginnt und endet an der Piazza Castello vor dem Castello Sforzesco. Die Tramwagen bieten Tische für zwei und für vier Personen, ein Wagen hat insgesamt acht Tische mit zusammen 24 Plätzen. Sie fahren in entgegengesetzter Richtung los.